# Некэнгдэкон
Некэнгдэкон (также Неконгдакон, Некэнгдакон) — проточное озеро в России, располагается на территории Эвенкийского района Красноярского края, в северо-восточной части плато Сыверма, в верховьях реки Корвунчана. Площадь водной поверхности — 18,9 км², площадь водосбора — 64 км².
Озеро находится на высоте 573 м над уровнем моря. Имеет лопастную форму. Береговая линия умеренно изрезана. Длина озера с севера на юг — 6,8 км, ширина в северной части достигает 5,2 км. Значительных притоков не имеет. На северо-западе вытекает протока Некэнгдэкон-Хон, впадающая в Корвунчану (бассейн Нижней Тунгуски). Берега низкие, местами заболоченные, окружённые холмами, покрытыми лесотундрой. На юге возвышается холм высотой 694 м н.у.м. Постоянные населённые пункты на озере отсутствуют, ближайший посёлок Эконда находится в 102 км к восток-северо-востоку.
Код объекта в государственном водном реестре — 17010700311116100002053.